# سانتا كروز دي بانياجوا
بلدية سانتا كروز دي بانياجوا (بالإسبانية: Santa Cruz de Paniagua)‏، هي بلدية تقع في مقاطعة قصرش والتي تقع في منطقة إكستريمادورا، غرب إسبانيا.
يبلغ عدد سكانها 417 نسمة وفقاً لإحصائية سنة (2002).